# Horace Parlan
Horace Parlan (Pittsburgh, 19 januari 1931 - Korsør, 23 februari 2017) was een Amerikaanse pianist en componist in de hard bop en post-bop. Hij was onder meer bekend door zijn bijdragen aan enkele albums van Charles Mingus (Mingus Ah Um en Blues & Roots).

## Beginjaren
In zijn eerste levensjaar werd Parlan getroffen door polio, waardoor zijn rechterhand niet goed functioneerde. Deze handicap leidde uiteindelijk tot een heel eigen pianostijl: met zijn linkerhand speelde hij de akkoorden en met de rechter de ritmische frasen.
In de jaren vijftig speelde Parlan in verschillende rhythm-and-bluesbands, onder andere met Clifford Brown. Hij werkte zo'n vijf jaar lang met Sonny Stitt. In New York maakte hij van 1957 tot 1959 deel uit van Mingus' groep Jazz Workshop\. Begin jaren zestig speelde hij vooral met Booker Ervin (1960-1961), in 1962 met een kwintet met Eddie 'Lockjaw' Davis en Johnny Griffin. Van 1963 tot 1966 was hij actief met Roland Kirk. Dat decennium nam hij regelmatig een album op voor het grote label Blue Note.

## Denemarken
In 1973 verhuisde Parlan naar Kopenhagen in Denemarken. Later vestigde hij zich in het dorpje Rude in het zuiden van het eiland Seeland. In Denemarken maakte hij tot diep in de jaren tachtig albums voor het Deense label SteepleChase Records, waaronder enkele goed ontvangen duoplaten met tenorsaxofonist Archie Shepp. Later nam hij op voor onder meer Soul Note en Stunt Records. In 1995 verkreeg Parlan het Deens staatsburgerschap. De laatste tien jaar van zijn leven was Parlan nagenoeg blind en aangewezen op een rolstoel. Hij overleed in 2017 in een verpleeghuis.

## Prijs
Parlan ontving in 2000 de Ben Webster Prize, een prijs van de Ben Webster Foundation.

## Discografie

### Als leider
- Movin' & Groovin' (Blue Note, 1960)
- Us Three (Blue Note, 1960)
- Speakin' My Piece (Blue Note, 1960)
- Headin' South (Blue Note, 1960)
- On the Spur of the Moment (Blue Note, 1961)
- Up & Down (Blue Note, 1961)
- Happy Frame of Mind (Blue Note, 1963)
- Arrival (SteepleChase, 1974)
- No Blues (Steeplechase, 1975)
- Frank-ly Speaking (Steeplechase, 1977)
- Goin' Home (Steeplechase, 1977)
- Trouble in Mind (Steeplechase, 1980)
- Blue Parlan (Steeplechase, 1978)
- Hi-Fly (Steeplechase, 1978)
- Musically Yours (Steeplechase, 1979)
- The Maestro (Steeplechase, 1979)
- Pannonica (Enja, 1981)
- Like Someone in Love (Steeplechase, 1983)
- Glad I Found You (Steeplechase, 1984)
- Little Esther (Soul Note, 1987)
- Alone (Steeplechase)
- We Three (Teichiku, 1997)
- Kojo No Tsuki (M & I Jazz, 1998)
- Relaxin' With Horace (Stunt, 2004)

### Als sideman
Met Gene Ammons
- Gene Ammons in Sweden (Enja, 1973 [1981])

Met Dave Bailey
- One Foot in the Gutter (Epic, 1960)
- Gettin' Into Somethin' (Epic, 1961)

Met Al Cohn and Zoot Sims
- Motoring Along (Sonet, 1975)

Met Eddie "Lockjaw" Davis
- Tough Tenor Favorites (Jazzland, 1962) – with Johnny Griffin
- Goin' to the Meeting (Prestige, 1962)
- Jaw's Blues (Enja, 1986)

Met Lou Donaldson
- The Time is Right (Blue Note, 1959)
- Sunny Side Up (Blue Note, 1960)
- Midnight Sun (Blue Note, 1960 [1980])

Met Pierre Dorge
- The Jazzpar Prize (Enja, 1992)

Met Booker Ervin
- That's It! (Candid, 1961)
- Exultation! (Prestige, 1963)

Met Dexter Gordon
- Doin' Allright (Blue Note, 1961)
- Stable Mable (SteepleChase, 1975)

Met Slide Hampton
- Jazz with a Twist (Atlantic, 1962)
- Explosion! The Sound of Slide Hampton (Atlantic, 1962)

Met Langston Hughes
- Weary Blues (MGM, 1958)

Met Roland Kirk
- Gifts & Messages (Mercury, 1964)
- I Talk with the Spirits (Limelight, 1964)
- Slightly Latin (Limelight, 1965)

Met Charles Mingus
- Blues & Roots (Atlantic, 1959)
- Mingus Ah Um (Columbia, 1959)
- A Modern Jazz Symposium of Music and Poetry (Bethlehem, 1957)

Met Doug Raney
- I'll Close My Eyes (SteepleChase, 1982)
- Meeting the Tenors (Criss Cross, 1983)

Met Archie Shepp
- Goin' Home (SteepleChase, 1977)
- Trouble in Mind (SteepleChase, 1980)
- Black Ballads (Timeless, 1992)

Met Idrees Sulieman
- Bird's Grass (SteepleChase, 1976 [1985])
- Groovin' (SteepleChase, 1985)

Met Stanley Turrentine
- Look Out! (Blue Note, 1960)
- Comin' Your Way (Blue Note, 1961)
- Up at "Minton's" (Blue Note, 1961)
- Jubilee Shout!!! (Blue Note, 1962)
- Salt Song (CTI, 1971)

Met Tommy Turrentine
- Tommy Turrentine (Time, 1960)

Met diverse artiesten
- A Moon of Roses[2]